# San Martín Peras
San Martín Peras è un comune del Messico, situato nello stato di Oaxaca.